# Break Free-protesterna i maj 2016

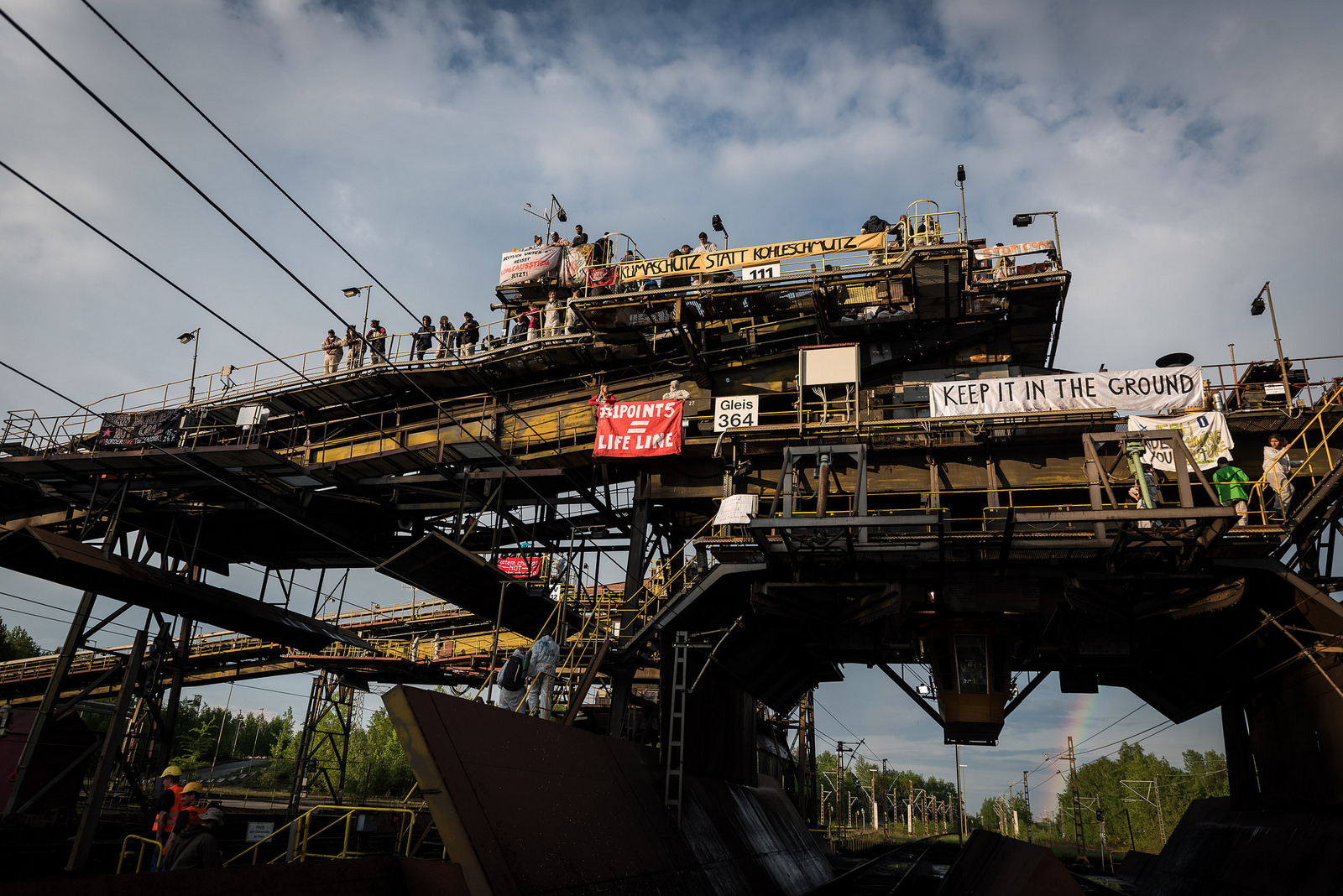
En ockuperad kollastbrygga mellan ett kraftverket och ett dagbrott.

Break Free-protesterna i maj 2016 var en global mobilisering av protester mot användandet av fossila bränslen och arrangerades i samarbete mellan en mängd olika internationella, nationella och lokala organisationer, bland annat 350.org, Friends of the Earth och Indigenous Environmental Network. Mobiliseringen gick under parollen "Break Free From Fossil Fuels"  och genomfördes under två veckor i maj 2016 på samtliga av de bebodda kontinenterna.  Protesterna bestod av olika former av blockader och demonstrationer, och organisatörerna beskriver det som klimatrörelsens största civila olydnadsaktion.

## Bakgrund

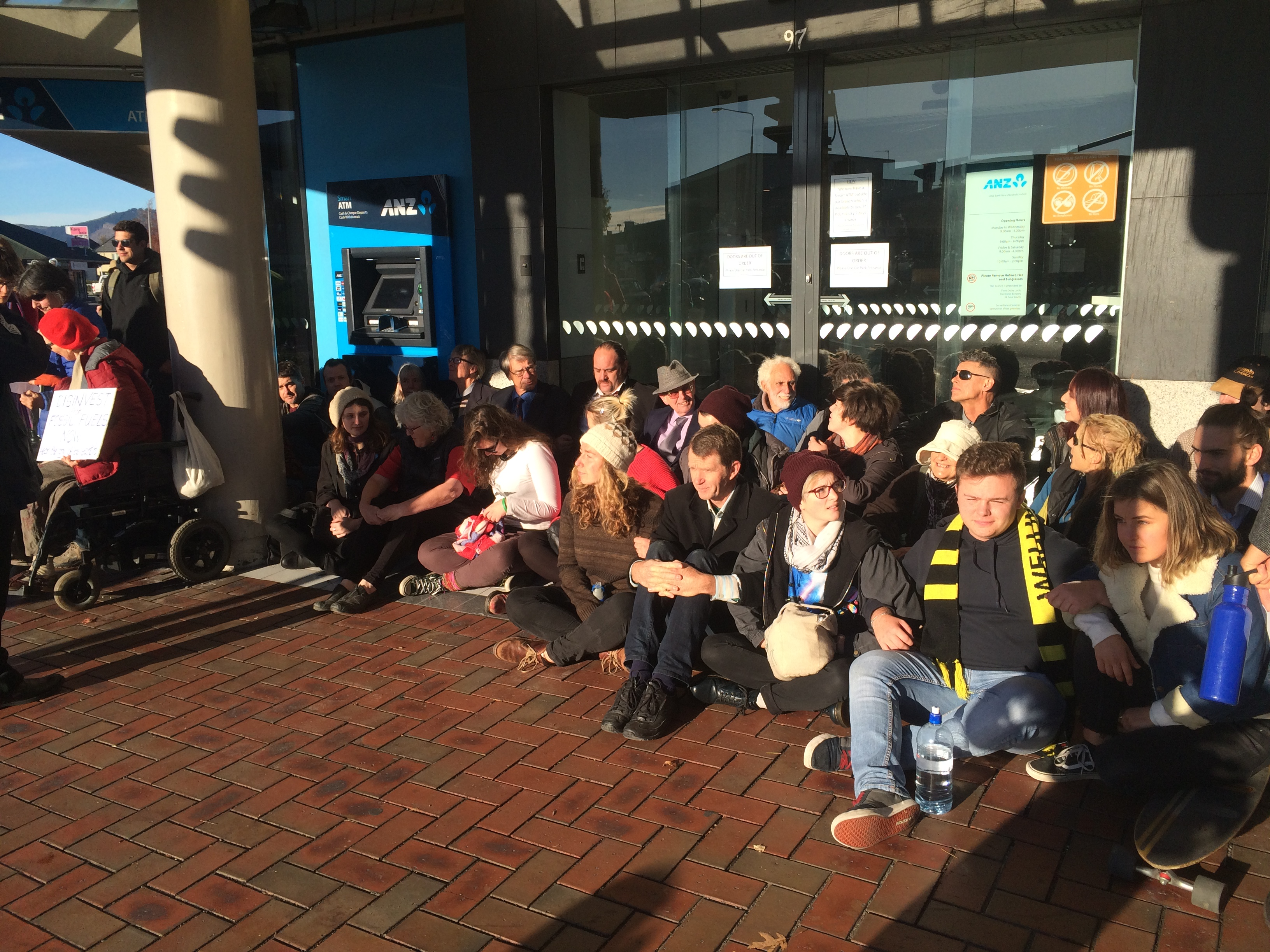
Protestanter utanför en av Nya Zeelands största bankers kontor.

Bakgrunden till kampanjen var de klimatförändringar som sker på grund av mänsklig aktivitet. Beräkningar från bland annat FN:s klimatpanel (IPCC) visar på att den resulterande globala medeltemperaturökningen inte får överstiga 2°C om allvarliga konsekvenser ska undvikas, och ännu hellre bör den begränsas till 1,5°C. Det var också ett mål som slogs fast i avtalet som antogs under FN:s klimatkonferens i Paris 2015. För att det ska vara möjligt måste åtminstone 80 % av världens kända fyndigheter av kol, olja och gas lämnas orörda.
Syftet med protesterna var därför att öka pressen mot fossilindustrin och politiker för att driva på energiomställningen till 100% förnyelsebara bränslen. Gapet mellan regeringars klimatambitioner i Parisavtalet och att nya fossila projekt godkänns, samtidigt som nya värmerekord rapporteras nämndes också som orsaker. Dessutom ville man genom aktionerna visa att legitimiteten för företagens verksamhet håller på att undermineras.

## Aktioner

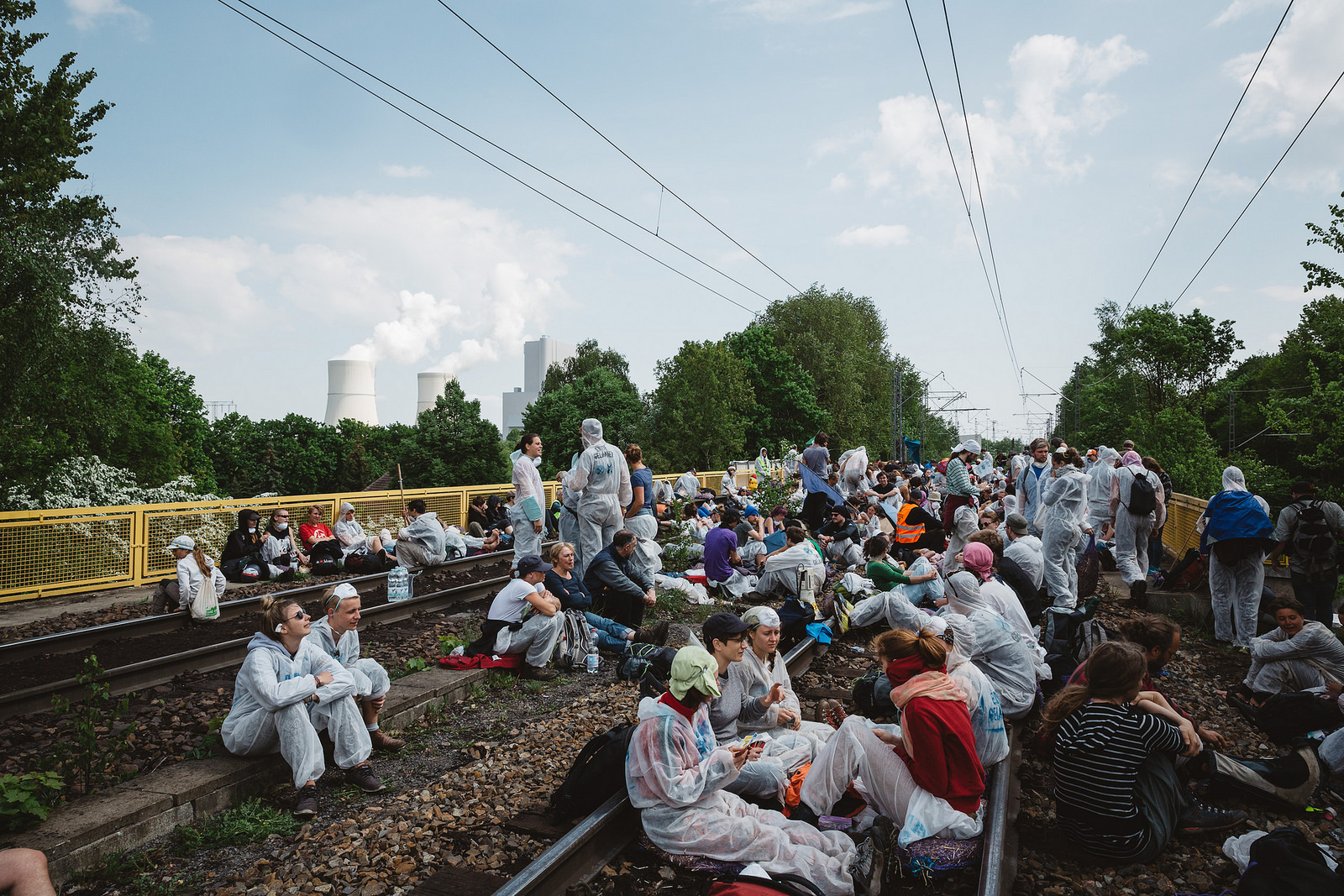
I Australien, Tyskland och USA blockerades järnvägsspår.

Protester och aktioner genomfördes i 13 länder med totalt fler än 30 000 deltagare, bland annat demonstrationer i Brasilien, Filippinerna, Kanada, Nigeria, Nya Zeeland, Sydafrika och Turkiet. Dessutom genomfördes aktioner på följande platser:
- I Australien bidrog omkring 2 000 aktivister till att världens största kolhamn fick stänga ner för en dag. Genom att människor i kajaker blockerade hamnen i New Castle och en annan grupp hindrade järnvägstransporten av kol till hamnen, blockerades den under 6 timmar.[4]
- I Ecuador ockuperades omkring 500 hektar mark där olja från nationalparken Yasuni planeras att raffineras. Marken togs över under 3 timmar.
- I Indonesien stoppade Greenpeaceaktivister driften av ett kolkraftverk i Cirebon under 12 timmar. Omkring 3 500 demonstrerade också.
- I Lausitz i östra Tyskland blockerades en brunkolsgruva och järnvägstransporten av brunkol till ett kraftverk av omkring 3 500 personer under Ende Gelände. Transporten hindrades under två dygn och kraftverket Schwarze Pumpe tvingades dra ned på produktionen[7] och gå över från elproduktion till endast värme.[8] Omkring 100 personer greps av tysk polis. Verksamheten ägs av svenska Vattenfall som planerade att sälja den till ett tjeckiskt bolag[9]
- I USA:s delstat Washington blockerades tåg som skulle transportera olja till bland annat Shell:s raffinaderier under tre dygn, vilket ledde till omkring 50 arresterade. Också i Albany hindrades tågtransporter av omkring 2 000 personer. Dessutom demonstrerade omkring 1 000 personer i Washington DC och i Chicago.[3][4]
- I Wales ockuperades Storbritanniens största kolgruva (dagbrott) av 300 rödklädda aktivister i 12 timmar.[4][10]